# Luis Ruiloba Muñiz
Luis Ruiloba Muñíz fue un político peruano.
Participó en las elecciones generales de 1931 como candidato del Partido Descentralista opositor al presidente Luis Miguel Sánchez Cerro quien había derrocado al presidente Augusto B. Leguía. Fue elegido como diputado constituyente por el departamento de Junín.